# Điều khiển thích nghi
Điều khiển thích nghi là phương pháp điều khiển được sử dụng bởi một bộ điều khiển phải thích ứng với một hệ thống điều khiển với các thông số thay đổi, hoặc có điều kiện đầu không chắc chắn. Ví dụ, trong điều khiển một chiếc máy bay, khối lượng của nó sẽ giảm từ từ do việc tiêu thụ nhiên liệu; cần một luật điều khiển để điều chỉnh bản thân nó ứng với các điều kiện thay đổi như vậy. Điều khiển thích nghi khác với điều khiển bền vững ở chỗ nó không cần một thông tin tiên nghiệm về các giới hạn trên các thông số không chắc chắn hoặc thời gian biến đổi; điều khiển bền vững bảo đảm rằng nếu những thay đổi nằm trong giới hạn cho trước, sẽ không cần phải thay đổi luật điều khiển, trong khi điều khiển thích nghi lại liên quan tới việc thay đổi luật điều khiển của chính nó.

## Ước lượng tham số
Cơ sở của điều khiển thích nghi là ước lượng tham số. Các phương pháp ước lượng phổ biến bao gồm  đệ qui bình phương tối thiểu và gradient descent. Cả hai phương pháp này cung cấp các luật cập nhật được sử dụng để thay đổi các ước lượng theo thời gian thực (cụ thể, trong quá trình hoạt động của hệ thống). Ổn định Lyapunov được sử dụng để tạo ra các luật cập nhật và tìm tiêu chuẩn hội tụ (thường kích thích ổn định). Phép chiếu (toán học) và  tiêu chuẩn hóa thường được sử dụng để cải thiện sự bền vững của các thuật toán ước lượng. Nó cũng được gọi là điều khiển có thể điều chỉnh được.

## Phân loại các kỹ thuật điều khiển thích nghi
Nhìn chung ta nên phân biệt giữa:
1. Điều khiển thích nghi nuôi tiến
2. Điều khiển thích nghi hồi tiếp

cũng như giữa
1. Các phương pháp trực tiếp và
2. Các phương pháp gián tiếp

Các phương pháp trực tiếp là những phương pháp mà trong đó các thông số ước lượng được trực tiếp sử dụng trong bộ điều khiển thích nghi. Ngược lại, các phương pháp gián tiếp là những phương pháp mà trong đó các thông số ước lượng được sử dụng để tính toán các thông số của bộ điều khiển yêu cầu
Có nhiều loại điều khiển thích nghi phản hồi (cách phân loại có thể thay đổi):
- Bộ điều khiển thích nghi đối ngẫu [dựa trên lý thuyết điều khiển đối ngẫu]
  - Bộ điều khiển đối ngẫu tối ưu [khó thiết kế]
  - Bộ điều khiển đối ngẫu dưới mức tối ưu
- Bộ điều khiển thích nghi phi đối ngẫu
  - Phân bố cực thích nghi
  - Bộ điều khiển tìm kiếm cực trị
  - Điều khiển học lặp lại
  - Lập chương trình độ lợi
  - Bộ điều khiển thích nghi mô hình tham chiếu (MRACs) [kết hợp một mô hình tham chiếu xác định đặc điểm vòng kín mong muốn] MRACMIAC

MRAC

MIAC

    - MRAC Gradient tối ưu hóa [sử dụng luật địa phương để điều chỉnh các thông số khi kết quả thực tế khác với giá trị tham chiếu. Ví dụ: "luật MIT".]
    - MRAC ổn định tối ưu hóa

  - Bộ điều khiển thích nghi nhận dạng mô hình (MIACs) [thực hiện nhận dạng hệ thống khi hệ thống đang chạy]
    - Bộ điều khiển thích nghi thận trọng [sử dụng SI hiện tại để sửa đổi luật điều khiển, cho phép cho SI không xác định]
    - Bộ điều khiển thích nghi quy đổi chắc chắn [lấy hệ SI hiện tại làm hệ thống chuẩn, giả sử không có sự không chắc chắn] 
      - Bộ điều khiển thích nghi không tham số
      - Bộ điều khiển thích nghi có tham số
        - Bộ điều khiển thích nghi có tham số hiện
        - Bộ điều khiển thích nghi có tham số ẩn

  - Đa mô hình [Sử dụng số lượng lớn các mô hình, được phân bố trong khu vực không xác định, và dựa trên những phản hồi của cơ cấu chấp hành và mô hình. Một mô hình được lựa chọn tại mỗi thời điểm, gần nhất với điểm thiết lập mong muốn theo một số số liệu.[2] ]Điều khiển thích nghi với đa mô hình

Điều khiển thích nghi với đa mô hình

Một số chủ đề đặc biệt trong điều khiển thích nghi có thể kể đến như:
1. Điều khiển thích nghi Dựa trên nhận dạng quá trình thời gian rời rạc.
2. Điều khiển Thích nghi Dựa trên kỹ thuật Mô hình tham chiếu
3. Điều khiển Thích nghi dựa trên các Mô hình quá trình thời gian liên tục
4. Điều khiển thích nghi với các quá trình đa biến
5. Điều khiển thích nghi với các quá trình phi tuyến

Điều khiển thích nghi từng được sáp nhập với các kỹ thuật thông minh như logic mờ hay mạng nơ-ron và các thuật ngữ mới như điều khiển thích nghi mờ cũng được tạo ra.

## Các ứng dụng
Khi thiết kế các hệ thống điều khiển thích nghi, phải đặc biệt chú ý vấn đề về hội tụ và tính bền vững. Tiêu chuẩn ổn định Lyapunov thường được sử dụng để tìm các luật điều khiển thích nghi và độ hội tụ.
Các ứng dụng điển hình của điều khiển thích nghi là (nói chung):
- Tự điều chỉnh của bộ điều khiển tuyến tính cố định sau đó trong giai đoạn thực thi tại một điểm làm việc;
- Tự điều chỉnh của bộ điều khiển bền vững cố định sau đó trong giai đoạn thực hiện cho toàn bộ phạm vi các điểm làm việc;
- Tự điều chỉnh của bộ điều khiển cố định theo yêu cầu nếu hành vi quá trình này thay đổi do lão hóa, trôi, bào mòn vv.;
- Điều khiển thích nghi của các bộ điều khiển cho các quá trình phi tuyến hoặc thời gian - biến đổi;
- Điều khiển thích nghi hoặc điều khiển tự điều chỉnh của các bộ điều khiển phi tuyến cho các quá trình phi tuyến;
- Điều khiển thích nghi hoặc điều khiển tự-điều chỉnh của các bộ điều khiển đa biến cho các quá trình đa biến (các hệ thống MIMO);

Thông thường những phương pháp này tương thích với các bộ điều khiển đối với cả các quá trình tĩnh và động. Trong các trường hợp đặc biệt, việc tương thích này có thể được giới hạn với chỉ hành vi tĩnh, dẫn tới điều khiển thích nghi dựa trên các đường đặc tính cho trạng thái dừng hoặc điều khiển giá trị cực trị, tối ưu trạng thái dừng. Do đó, có nhiều cách khác nhau để áp dụng các thuật toán điều khiển thích nghi.